# Bartelsgraben (Wern)
Der Bartelsgraben, am Unterlauf auch Riedgraben genannt, ist ein etwa 31⁄2 Kilometer langer Bach im unterfränkischen Schweinfurter Becken, der im  bayerischen Landkreis Schweinfurt verläuft. Er ist ein linker und ostnordöstlicher Zufluss der Wern.

## Geographie

### Verlauf

#### Quellgebiet
Der Bartelsgraben entspringt auf einer Höhe von 312 m ü. NHN in einem Feld am Westhang des 321 m ü. NHN hohen Ebersbergs und am Südfuß des  326 m ü. NHN hohen Hambergs, an dessen Westhang Körpergräber aus der römischen Kaiserzeit liegen. Die nur intermittierend schüttende Quelle liegt einige Meter westlich des heutigen Fernwanderwegs Via Romea Germanica, der dort direkt an der Gemeindegrenze von Poppenhausen zu Dittelbrunn entlangläuft. Gut 350 Meter südlich von dort steht das Naturdenkmal Birnbaum auf der Kreuzerhöhe. Etwa 1,3 Kilometer im Südosten der Quelle liegt das Pfarrdorf Dittelbrunn und ungefähr 0,7 Kilometer im Nordosten das zu Dittelbrunn gehörende Pfarrdorf Hambach.
Der Bachgrund wird von pleistozänen bis holozänen Lehmen, Sanden und Kiesen geprägt. In den höheren Lagen stehen  Tongestein- und Gelbkalkschichten der Erfurt-Formation aus dem Unteren Keuper der Mitteltrias an, über die sich überwiegend Parabraunerdeböden abgelagert haben.

#### Weiterer Verlauf
Der Bartelsgraben fließt zunächst, begleitet auf seiner rechten Seite von einem Feldweg, in der Gemarkung des Poppenhausener Gemeindeteils Maibach westsüdwestwärts durch Felder und Wiesen an der Nordflanke der Kreuzerhöhe entlang, unterquert dann einen zum Wegenetz des Landkreises Schweinfurt gehörenden Radwanderweg und gleich darauf die B 286. Er wendet sich dort nach Südwesten und zieht dann in der Flur Hirschbrei durch  intensiv landwirtschaftlich genutztes Ackerland. Etwas bachabwärts bei der Flur Tiefe Wiesen liegen am Talhang großflächige und strukturreiche Schlehen-Weißdorngebüsche mit Beimischungen von Hartriegel, Holunder und Rosengewächsen. Daran grenzt eine Glatthaferwiese, die etwas später in Hochstaudenfluren übergeht.
Kurz danach wird der Bach durch den Abfluss einer Quelle verstärkt und führt nunmehr ganzjährig Wasser. Er fließt dann stark begradigt zwischen dem Ölhügel im Süden und der Geißleite im Norden und wird dabei links von Wald und Grünland und rechts von Äckern und Feldern gesäumt. Nach 200 Metern erreicht er die Gemeindegrenze von Poppenhausen zu Niederwerrn und wird dann bei einem Picknickplatz auf seiner linken Seite vom aus dem Osten kommenden und nur unbeständig wasserführenden Pfaffengraben gespeist. Danach zieht der Bartelsgraben, begleitet von einem örtlichen Wanderweg auf seiner linken Seite, in westlicher Richtung in Grünland an der Grenze entlang durch die Flur Grubenwiesen und passiert dabei eine auf seiner rechten Seite stehende Schlehen-Holunderhecke mit Rosen.
In der Flur Freie Ried nimmt er von rechts einen kleinen, namenlosen und nur unbeständig wasserführenden Graben auf, der im Norden  am Osthang des 292 m ü. NHN hohen Werner Bergs entspringt und dann an der Grenze von Poppenhausen zu Niederwerrn entlangläuft. Der Bartelsgraben entfernt sich von dieser Grenze und läuft durch die Gemarkung des Niederwerrner Gemeindeteils Oberwerrn in Richtung Südwesten am von naturnahen Hecken und mesophilen Gebüschen bewachsenen Nordosthang des Hohen Bergs entlang. Nachdem er einen Feldweg gekreuzt hat, fließt ihm von rechts der von Nordwesten kommende und auch nur zeitweise  wasserführende Leitergraben zu und wird ab da rechts vom Wirtschaftsweg Riedweg begleitet.
Der Bartelsgraben fließt nun südsüdwestwärts durch Feuchtwiesen an dem auf seiner Ostseite liegenden Buschland Kibitz entlang.
Dort steht ein steiler Rangen mit Hecken und Gebüschen wie Schlehen, Weißdorn, Rosen, Holunder und Hartriegel. Über den ganzen Rangen verstreut stehen Obstbäume und die offenen Hangflächen sind mit verstaudeten Halbtrockenrasen bewachsen. In der Flur Obere Ried südöstlich eines dort stehenden Bildstocks wird der Bach auf seiner linken Seite vom unbeständig wasserführenden Güßgraben verstärkt, der nördlich des Pfarrdorfs Niederwerrn entlangzieht und dann am Frankenhof und Walperheckenhof vorbeifließt. Kurz danach wird der Güßgraben auf seiner rechten Seite vom Teufelsgraben gespeist. Gleich darauf unterfließt der Bartelsgraben einen örtlichen Wanderweg und erreicht den Südostrand des Kirchdorfs Oberwerrn.
Er läuft nun südwestwärts zwischen der Flur Im Ried im Norden und  dem Kieselberg im Süden, auf dessen Terrassenböschungen zwischen Äckern und Wirtschaftswiesen vier Hecken mit Schlehen, Weißdorn, Rosen und Hartriegel wachsen, am Südrand der Ortschaft entlang. Er zieht dabei südlich der Wohnstraße Schleifweg, die auf ihrer Südseite von Zweifamilienhäusern gesäumt wird, durch Kleingärten.
Der Bach unterquert noch den Zeilbaumweg, der Teil eines Fernwanderwegs ist, welcher als Zubringer den Unterfränkischen Jakobsweg mit der von Vacha und Fulda kommenden Teilstrecke verbindet. Gleichzeitig läuft über diesen Steg auch der Fernradweg Wern-Radweg Nördlich davon liegt die Kneipp-Anlage Oberwerrn und im Süden ein Bienenlehrpfad. Er mündet schließlich aus dem  Nordosten kommend in der Flur In den Zeilbaum Wiesen auf einer Höhe von 234 m ü. NHN von links in die aus dem Nordwesten heranziehende Wern.
Der etwa 3,5 km lange Lauf des Bartelsgrabens endet ungefähr 78 Höhenmeter unterhalb seiner Quelle, er hat somit ein mittleres Sohlgefälle von etwa 22 ‰.

### Einzugsgebiet
Das Einzugsgebiet des Bartelsgrabens liegt im Schweinfurter Becken und wird durch ihn über die Wern, den Main und den Rhein zur Nordsee entwässert. Im Quellgebiet, am Ober- und Mittellauf überwiegen landwirtschaftliche Nutzflächen und nur im Mündungsbereich liegen Siedlungen.

### Zuflüsse
- Pfaffengraben  (links), 0,9 km[3]
- Leitergraben (rechts), 0,6 km[3]
- Güßgraben  (links), 1,7 km[3]

### Flusssystem Wern
- Fließgewässer im Flusssystem Wern